# James Kirkland
James Derick Kirkland (Austin, 19 marzo 1984) è un pugile statunitense.
Ha un record attuale di 34-3, con 30 successi prima del limite.